# Emilia Jones
Emilia Annis I. Jones (Londra, 23 febbraio 2002) è un'attrice britannica.
È principalmente nota per il ruolo di Ruby Rossi nella pellicola CODA - I segni del cuore (2021), con il quale si è aggiudicata uno Screen Actors Guild Award come miglior cast cinematografico ed ottenuto una candidatura ai British Academy Film Awards come migliore attrice protagonista ed ai Critics' Choice Awards come miglior giovane interprete. In ambito televisivo è conosciuta per il ruolo di Kinsey Locke in Locke & Key (2020-2022).

## Biografia
Emilia nasce a Londra dal cantante gallese Aled Jones e da Claire Fossett. Ha un fratello di nome Lucas. La carriera da attrice di Jones è iniziata nel 2010, all'età di 8 anni, quando è apparsa nei panni di Jasmine nel film One Day. Successivamente ha interpretato Alice nella serie televisiva Utopia, e più tardi nello stesso anno ha interpretato la giovane regina Merry Gejelh in una puntata di Doctor Who. Nel 2011 ha fatto il suo debutto teatrale in Shrek The Musical interpretando la principessa Fiona da giovane al Theatre Royal Drury Lane.
Nel 2021 è protagonista della pellicola drammatica CODA - I segni del cuore, dove interpreta Ruby Rossi, l'unico membro udente della famiglia, dove sono tutti sordi. Per prepararsi al ruolo, ha trascorso nove mesi imparando la lingua dei segni americana mentre imparava anche a manovrare un peschereccio. Grazie a questo ruolo ha ottenuto il plauso della critica, aggiudicandosi uno Screen Actors Guild Award come miglior cast cinematografico ed ottenendo una candidatura ai British Academy Film Awards come migliore attrice protagonista ed ai Critics' Choice Awards come miglior giovane interprete.

## Filmografia

### Cinema
- Pirati dei Caraibi - Oltre i confini del mare (Pirates of the Caribbean: On Stranger Tides), regia di Rob Marshall (2011)
- One Day, regia di Lone Scherfig (2011)
- La nostra vacanza in Scozia (What We Did on Our Holiday), regia di Andy Hamilton e Guy Jenkin (2014)
- Youth - La giovinezza (Youth), regia di Paolo Sorrentino (2015)
- High-Rise - La rivolta (High-Rise), regia di Ben Wheatley (2015)
- Brimstone, regia di Martin Koolhoven (2016)
- La casa delle bambole - Ghostland (Ghostland), regia di Pascal Laugier (2018)
- Ti presento Patrick (Patrick), regia di Mandie Fletcher (2018)
- Horrible Histories: The Movie – Rotten Romans, regia di Dominic Brigstocke (2019)
- Nuclear, regia di Catherine Linstrum (2019)
- CODA - I segni del cuore (CODA), regia di Sian Heder (2021)
- Cat Person, regia di Susanna Fogel (2023)
- The Running Man, regia di Edgar Wright (2025)

### Televisione
- Anubis – serie TV, 8 episodi (2011)
- Doctor Who – serie TV, episodio 7x07 (2013)
- Utopia – serie TV, 8 episodi (2013-2014)
- Residue, regia di Alex Garcia Lopez – miniserie TV, 3 puntate (2014)
- Wolf Hall – miniserie TV, 1 puntata (2015)
- Locke & Key – serie TV, 28 episodi (2020-2022)

## Teatro
- Far Away (2014)
- Il giro di vite (2013)
- Shrek The Musical, regia di Jason Moore (2011-2012)

## Riconoscimenti
- British Academy Film Awards
  - 2022 – Candidatura alla migliore attrice protagonista per CODA - I segni del cuore[7]

- Critics' Choice Awards
  - 2022 – Candidatura al miglior giovante interprete per CODA - I segni del cuore[8]

- Gotham Independent Film Awards
  - 2021 – Miglior attore rivelazione per CODA - I segni del cuore

- Santa Barbara International Film Festival
  - 2022 – Virtuoso Award per CODA - I segni del cuore

- Screen Actors Guild Award
  - 2022 – Miglior cast cinematografico per CODA - I segni del cuore

## Doppiatrici italiane
Nelle versioni in italiano delle opere in cui ha recitato, Emilia Jones è stata doppiata da:
- Sara Labidi in La casa delle bambole - Ghostland, CODA - I segni del cuore
- Margherita De Risi in Locke & Key
- Chiara Fabiano ne La nostra vacanza in Scozia
- Vittoria Bartolomei in Youth - La giovinezza
- Joy Saltarelli in Ti presento Patrick